# ألكسيس دي سارت
ألكسيس دي سارت هو لاعب كرة قدم بلجيكي في مركز الوسط، ولد في 12 نوفمبر 1996 في Waremme ‏ في بلجيكا. شارك مع منتخب بلجيكا تحت 21 سنة لكرة القدم. أما مع النوادي، فقد لعب مع رويال أنتويرب وستاندارد لييج ونادي سينت ترويدن.

## وصلات خارجية
- ألكسيس دي سارت على موقع الاتحاد الأوربي (الإنجليزية)
- ألكسيس دي سارت على موقع الاتحاد البلجيكي (الإنجليزية)
- ألكسيس دي سارت على موقع قاعدة بيانات كرة القدم.إي يو (الإنجليزية)
- ألكسيس دي سارت على موقع Soccerway.com (الإنجليزية)